# Шевчук Анатолій Мефодійович
Шевчук Анатолій Мефодійович (*24 грудня 1954, містечко Романів на Житомирщині — 31 березня 2011 р.) — історик українського образотворчого мистецтва, письменник, перекладач.

## Біографія
Анатолій Мефодійович Шевчук народився 24 грудня 1954 року в містечку Романів, що на Житомирщині. Після закінчення 1972 року Дзержинської середньої школи вступив на факультет іноземних мов педагогічного інституту. В студентські роки у колі його зацікавлень були передусім дисципліни мовознавчого циклу. Особливе враження справив на нього курс лекцій з лексикології Д. І. Квеселевича, старшого викладача англійської мови, майбутнього доктора філологічних наук, та лекції зі стилістики, прочитані В. П. Сасіною, майбутнім кандидатом філології.
17 років він працював військовим перекладачем, згодом — завідувачем відділу образотворчого та декоративно-ужиткового мистецтва Житомирського училища культури і мистецтв імені Івана Огієнка, викладачем англійської мови Житомирського агроекологічного університету.
31 березня 2011 року на 57 році життя не стало історика мистецтва, етнографа, письменника, фольклориста, перекладача, майстра декоративно-ужиткової творчості, колекціонера — Анатолія Шевчука.
На щастя в нього залишилося багато достойних учнів. Серед них нинішній директор Червоноармійського музею «Пулинські барви» Віталій Правдицький. Саме з його ініціативи та підтримки вдови Анатолія шевчука пані Ванди Чайковської у музеї «Пулинські барви» відкрито виставку картин з приватної колекції пана Анатолія.

## Творча та перекладацька діяльність
Заряджений творчою енергією своїх викладачів, Анатолій Мефодійович присвятив себе вдосконаленню майстерності викладання англійської мови. Він упроваджував творчі новації та технології у програми з англійської мови в культурно-мистецьких середніх навчальних закладах, створив навчально-методичний посібник «Ukrainian Folklore for Pupils and Students of Higher Schools» і виграв грант експертної комісії відділу преси, освіти та культури при Посольстві Сполучених Штатів Америки на фінансування цього посібника. 
Упродовж чотирьох років виходять ще два навчально-методичні посібники з грифом Міністерства освіти та науки України — «English through Native Tales and the Ukrainian Diaspora of America» та «Our Living English». Крім того, він зробив низку мовознавчих публікацій в журналі «Іноземні мови в навчальних закладах», де висвітлив творчість Патриції Поллако, сучасної американської дитячої письменниці. 
Вартими уваги є такі його публікації, як есе «На лінгвохвилях пограниччя тисячоліть» до 70-річчя від дня народження Д. І. Квеселевича, статті «Віслава Шимборська в українській перспективі» та «Увійти в інтегрований світ планети Земля». Об'єктом його наукових досліджень були проблеми аналізу мистецтва перекладу творів українських письменників англійською мовою. 
2002 року заснував літературно-художню серію «Метелик» при Житомирському видавництві «Полісся», де упродовж п'яти років виходять його етно-оповіді українською, польською та англійською мовами. Анатолій Шевчук був фундатором регіональної наукової конференції «Ethnoculture and Identity: Looking for a Bridge to English» у 2009 році. Також він був активним учасником наукових конференцій, які організовував Інститут мовознавства ім. О. Потебні та Інститут мистецтвознавства, фольклористики та етнології ім. М. Рильського. 
У творчому доробку Анатолія Мефодійовича можна нарахувати понад 120 статей з історії та критики українського декоративно-прикладного і образотворчого мистецтва, які були надруковані у провідних журналах України та наукових збірниках. Відома його монографія «Українська образотворчість: пошуки істини» та альбом «Олексій Макаренко», написаний у співавторстві з Вандою Чайковською і видрукуваний українською та англійською мовами.

## Праці
- Куряче яйце / Анатолій М. Шевчук = Prawdziwa bajka o kurzym jajku / Anatolij Szewczuk : казка-бувальщина. — Житомир : Полісся, 2002. — 19 с. : іл. — (Серія «Метелик»). — Текст парал. укр., пол. мовами. — 350 екз. — ISBN 966-655-046-6. Індекс рубрикатора НБУВ : Ш86(4УКР)6-44 + Ш86(4УКР)941.53-44
- Український фольклор (звичаї та традиції, танець, народне мистецтво) : навч.-метод. посіб. для студ. вищ. навч. закладів І-ІІ рівнів акредитації та викладачів англ. мови / А. М. Шевчук. — Житомир : (б.в.), 2004. — 176 с.
- Про Василину, Миколу, та про Того, що під припіком сидить / А. М. Шевчук; пер. А. М. Шевчук; худож. Ю. Дубінін. — Житомир : (б.в.), 2004. — 34 с.: іл. — (Літературно-мистецька серія «Метелик»). — Укр. та англ. Мовами Індекс рубрикатора НБУВ : Ш84.4(4УКР) + Ш143.21-94 + Щ157.548.3(4УКР)6 я6 Дубінін Ю.
- Краса у глині / А. М. Шевчук; пер. А. М. Шевчук; худож. О. Макаренко. — Житомир : (б.в.), 2004. — 20 с.: іл. — (Літературно-мистецька серія «Метелик»). Укр. та англ. Мовами Індекс рубрикатора НБУВ : Ш84.4(4УКР) + Ш143.21-94 + Щ157.548.3(4УКР)6 я6 Макаренко О.
- Англійська мова крізь призму корінних жителів та української діаспори США / А. М. Шевчук. — Житомир : Полісся, 2005. — 172 с.: іл. — Індекс рубрикатора НБУВ : Ш143.21-933.2